# Sei Nazioni femminile 2022
Il Sei Nazioni femminile 2022 (in inglese 2022 Women's Six Nations Championship; in francese Tournoi des Six Nations féminin 2022) fu la 21ª edizione del torneo rugbistico che vede annualmente confrontarsi le Nazionali femminili di Francia, Galles, Inghilterra, Irlanda, Italia e Scozia, nonché la 27ª in assoluto considerando anche le edizioni dell'Home Championship e del Cinque Nazioni.
Facendo seguito all'esperimento del 2021 in cui, a causa della pandemia di COVID-19, il comitato organizzatore del torneo ne spostò lo svolgimento in aprile, l'edizione 2021 – pur tornata alla formula a girone unico – iniziò nel fine settimana successivo a quello di termine del corrispondente torneo maschile, pur conservandone lo stesso calendario.
Il torneo si svolse in cinque turni su un arco di sei fine settimana tra il 26 marzo e il 30 aprile 2022; il comitato organizzatore stabilì la natura definitiva di tale spostamento, quindi il torneo maschile e quello femminile sono destinati, fino a nuove disposizioni, a non tenersi più in contemporanea.
Tre delle sei squadre del torneo, Francia, Inghilterra e Scozia, non avevano una sede fissa, mentre l'Irlanda disputò i suoi tre incontri alla RDS Arena di Dublino e il Galles altrettanti all'Arms Park di Cardiff; l'Italia, altresì, con due soli incontri interni, utilizzò il Lanfranchi di Parma.
La vittoria finale andò all'Inghilterra, campione per la quarta volta consecutiva e diciottesima assoluta, nonché aggiudicataria del sedicesimo Grande Slam e della quattordicesima Triple Crown.
L'unica formazione capace di tentare di limitare il dominio inglese (284 punti segnati e appena 24 subiti, con una media di 9 mete a incontro) fu la Francia, sconfitta in casa a Bayonne dalle avversarie d'Oltremanica con il punteggio di 12-24, unica formazione a non concedere all'Inghilterra il punto di bonus mete in tutto il torneo, nonché capace di marcargliene più di una.
Alle loro spalle, con due vittorie e tre sconfitte ciascuna, Galles, Irlanda e Italia; quest'ultima finì penultima perché priva di bonus offensivi, avendo marcato non più di due mete contro la Scozia battuta a Parma e una nell'affermazione sul Galles a Cardiff.
Dal punto di vista statistico, la vittoria della squadra femminile in Galles completò la serie positiva delle formazioni italiane impegnate nelle varie categorie della competizione nel 2022, in quanto anche le nazionali maschili Under-20 e seniores in precedenza avevano vinto a Cardiff nei propri rispettivi tornei.
Cucchiaio di legno alla Scozia, per la prima volta senza vittorie dal 2019.
Il valore delle marcature, come stabilito da World Rugby nel 2017, è: 5 punti per ciascuna meta (7 se trasformata), 7 punti per la meta tecnica, 3 punti per la realizzazione di ciascun calcio piazzato, idem per il drop.

## Risultati

### 1ª giornata
| Arbitro: | Joy Neville |

|            |    |                                                                                           |
| Rollie 15’ | mt | 8’, 29’, 64’ Packer 12’ P. Cleall 21’ Cowell 24’ Dow 41’ Infante 52’ Aitchison 62’ Powell |
|            | tr | 8’, 12’, 24’, 41’, 52’ Scarratt 63’ Rowland                                               |

| Arbitro: | Kat Roche |

|                                  |    |                                                      |
| Crowe 16’ Djougang 29’ Flood 56’ | mt | 26’ C. Phillips 46’ Joyce 64’, 73’ Rose 78’ K. Jones |
| Cronin 16’, 29’                  | tr | 73’ Wilkins                                          |

| Arbitro: | Sara Cox |

|                                                     |      |                 |
| Fall 17’ Gros 25’ Murie 58’ Boulard 75’ Jacquet 78’ | mt   |                 |
| Drouin 17’, 25’ Trémoulière 75’, 78’                | tr   |                 |
| Drouin 4’, 50’                                      | c.p. | 6’, 33’ Sillari |

### 2ª giornata
| Arbitro: | Aimee Barrett-Theron |

|                                                               |      |             |
| Llorens 11’ Sansus 23’, 47’ Forlani 3’ Joyeux 37’ Boulard 66’ | mt   | 55’ Higgins |
| Drouin 47’ Trémoulière 66’                                    | tr   |             |
| Drouin 3’, 18’                                                | c.p. |             |

| Arbitro: | Joy Neville |

|                                              |    |                           |
| Phillips 21’ Harries 45’ Jones 63’ Lewis 75’ | mt | 3’ Skeldon 31’, 41’ Lloyd |
| Bevan 21’, 45’                               | tr | 3’, 31’ Nelson            |

| Arbitro: | Hollie Davidson |

|  |    | |
|  | mt | 3’, 74’ McKenna 15’, 41’, 79’ Thompson 21’ Davies 27’ Brown 34’ Matthews 49’ Fleetwood 51’ Bern 63’ Sing 67’ Scarratt |
|  | tr | 3’, 27’, 34’ Harrison 51’, 63’, 67’, 74’ Rowland                                                                      |

### 3ª giornata
| Arbitro: | Julianne Zussman |

|                                                                                                  |    |              |
| Davies 14’, 44’ Ward 20’ Breach 34’, 51’ Bern 54’ Matthews 63’ Brown 70’ Scarratt 74’ Hunter 80’ | mt | 67’ H. Jones |
| Harrison 20’, 34’, 54’, 80’                                                                      | tr |              |

| Arbitro: | Clara Munarini |

|            |      |                                           |
| Rollie 68’ | mt   | 8’, 35’ Sansus 27’ Trémoulière 39’ Hermet |
|            | tr   | 8’, 27’, 35’, 39’ Trémoulière             |
| Nelson 19’ | c.p. |                                           |

| Arbitro: | Aurélie Groizeleau |

|                                                           |      |             |
| Mulhall 20’ Jones 34’ Higgins 42’ tecnica 51’ O’Dwyer 76’ | mt   | 71’ Bettoni |
| Cronin 42’                                                | tr   |             |
|                                                           | c.p. | 4’ Rigoni   |

### 4ª giornata
| Arbitro: | Maggie Cogger-Orr |

|             |    |                                                        |
| Harries 80’ | mt | 8’, 28’ Sansus 20’ Boujard 24’ Jacquet 54’ Trémoulière |
|             | tr | 8’, 20’, 28’, 54’ Trémoulière                          |

| Arbitro: | Lauren Jenner |

|                        |      |                 |
| Bettoni 45’ Turani 71’ | mt   | 36’ Wassell     |
| Sillari 45’, 71’       | tr   | 36’ Nelson      |
| Sillari 23’, 54’       | c.p. | 14’, 76’ Nelson |

| Arbitro: | Amber McLachlan |

| |    |  |
| Davies 1’, 44’ Bern 16’ Packer 41’ Thompson 50’, 76’ P. Cleall 54’, 63’ Botterman 60’ Kildunne 66’, 72’ | mt |  |
| Scarratt 41’, 44’, 54’, 60’, 63’ Harrison 66’, 76’                                                      | tr |  |

### 5ª giornata
| Arbitro: | Amber McLachlan |

|             |      |              |
| Bevan 75’   | mt   | 31’ Barattin |
|             | tr   | 31’ Sillari  |
| Wilkins 70’ | c.p. | 79’ Sillari  |

| Arbitro: | Hollie Davidson |

|                         |      |                        |
| Ménager 3’ Deshayes 66’ | mt   | 11’, 25’ Bern 16’ Ward |
| Drouin 3’               | tr   | 11’, 16’, 25’ Scarratt |
|                         | c.p. | 59’ Scarratt           |

| Arbitro: | Maggie Cogger-Orr |

|                       |      |                      |
| Jones 38’ Breen 80+3’ | mt   | 3’ Gallagher         |
| Breen 80+3’           | tr   |                      |
| O’Connor 15’          | c.p. | 52’, 59’, 62’ Nelson |

## Classifica
| Pos | Squadra     | G | V | N | P | PF  | PS  | DP   | BMP | Pt |
| --- | ----------- | - | - | - | - | --- | --- | ---- | --- | -- |
| 1   | Inghilterra | 5 | 5 | 0 | 0 | 282 | 22  | +260 | 7   | 27 |
| 2   | Francia     | 5 | 4 | 0 | 1 | 152 | 48  | +104 | 4   | 20 |
| 3   | Galles      | 5 | 2 | 0 | 3 | 69  | 139 | −70  | 3   | 11 |
| 4   | Irlanda     | 5 | 2 | 0 | 3 | 68  | 158 | −90  | 1   | 9  |
| 5   | Italia      | 5 | 2 | 0 | 3 | 44  | 163 | −119 | 0   | 8  |
| 6   | Scozia      | 5 | 0 | 0 | 5 | 59  | 144 | −85  | 3   | 3  |